# Tramvajová doprava v Toruni
V Toruni je v provozu síť městských tramvají o rozchodu 1000 mm.

## Historie
První koněspřežné tramvaje vyjely do ulic Toruně roku 1891. Roku 1899 byly tramvaje přebudovány na elektrický provoz.

## Vozidla
| Snímek               | Typ               | Provoz od | Počet vozů |
| -------------------- | ----------------- | --------- | ---------- |
|                      | Konstal 805Na     | 1980      | 27         |
|                      | Konstal 805NaND   | 2007      | 18         |
|                      | Pesa 122NbT Swing | 2014      | 6          |
| Pesa 121NbT Swing    | 2015              | 6         |            |
| Pesa 122NbTDuo Swing | 2015              | 5         |            |